# جورج سكوت (لاعب كرة قاعدة)
جورج سكوت (بالإنجليزية: George Scott)‏ هو لاعب كرة قاعدة أمريكي، ولد في 17 نوفمبر 1895 في مقاطعة أبانوز في الولايات المتحدة، وتوفي في 3 ديسمبر 1962 في فيلوماث في الولايات المتحدة.

## وصلات خارجية
- جورج سكوت على موقعبيزبول رفرنس.كوم (الدوري الرئيسي) (الإنجليزية)
- جورج سكوت على موقعبيزبول رفرنس.كوم (الدوري الثانوي) (الإنجليزية)